# National Marine Fisheries Service
La National Marine Fisheries Service (Service national de la Pêche maritime) est un organisme fédéral des États-Unis. C'est une division de la National Oceanic and Atmospheric Administration (NOAA) elle-même dépendante du département du Commerce des États-Unis. Le NMFS est responsable de l'intendance et de la gestion de ressources marines au sein de la zone économique exclusive des États-Unis, qui s'étend vers le large à environ 370 kilomètres de la côte.
En utilisant les outils fournis par la loi Magnuson-Stevens sur la gestion et la conservation des ressources halieutiques de 1976, le NMFS évalue et prédit l'état des stocks de poissons, assure la conformité avec les règlements de la pêche et travaille à mettre fin aux pratiques de pêche excessive. En vertu de la Marine Mammal Protection Act et de l'Endangered Species Act, l'agence est également chargée de la récupération des espèces marines protégées telles que les saumons sauvages, les baleines et les tortues marines.
Avec l'aide des six centres de sciences régionaux, huit conseils régionaux de gestion de la pêche, les États côtiers et les territoires, et trois commissions interétatiques de gestion des pêches, la NMFS conserve et gère les pêches maritimes pour promouvoir la durabilité et sert à prévenir la perte économique potentielle associé à la surpêche, des espèces en déclin, et les habitats dégradés. Alors que les États côtiers et les territoires ont généralement le pouvoir de gérer les pêches dans les eaux de l'État près des côtes, le NMFS a la responsabilité première de conserver et de gérer la pêche maritime dans la zone économique exclusive des États-Unis au-delà des eaux de l'État. L'organisme tente également de concilier des besoins du public pour les ressources naturelles sous sa direction.

## Flotte
- NOAAS Oregon II (R 332) (1977–présent)
- RV Gloria Michelle (1980–présent)
- NOAAS Gordon Gunter (R 336), ex-USNS Relentless (T-AGOS-18) (1998–présent)
- NOAAS Oscar Elton Sette (R 335), ex-USNS Adventurous (T-AGOS-13) (2003–présent)
- NOAAS Oscar Dyson (R 224) (2005–présent)
- NOAAS Henry B. Bigelow (R 225) (2007–présent)
- NOAAS Pisces (R 226) (2009–présent)
- NOAAS Bell M. Shimada (R 227) (2010–présent)
- NOAAS Reuben Lasker (R 228) (2014–présent)